# Skansen (Oslo)

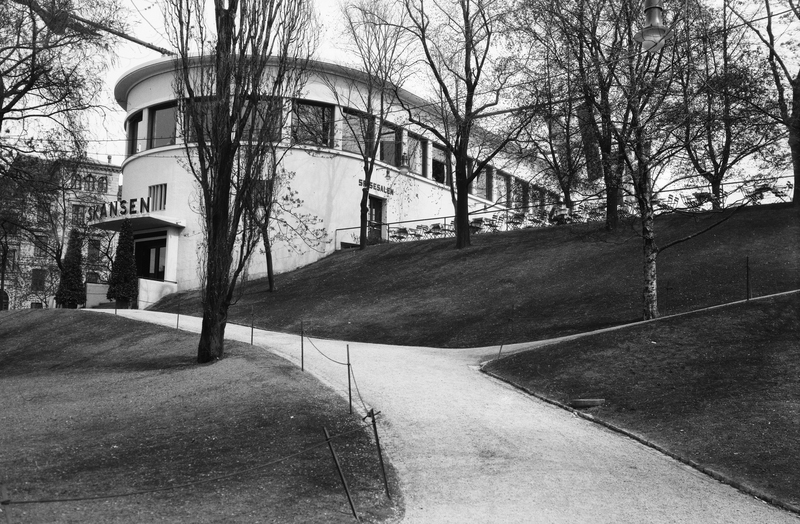
Die markante Fassade des Skansen.

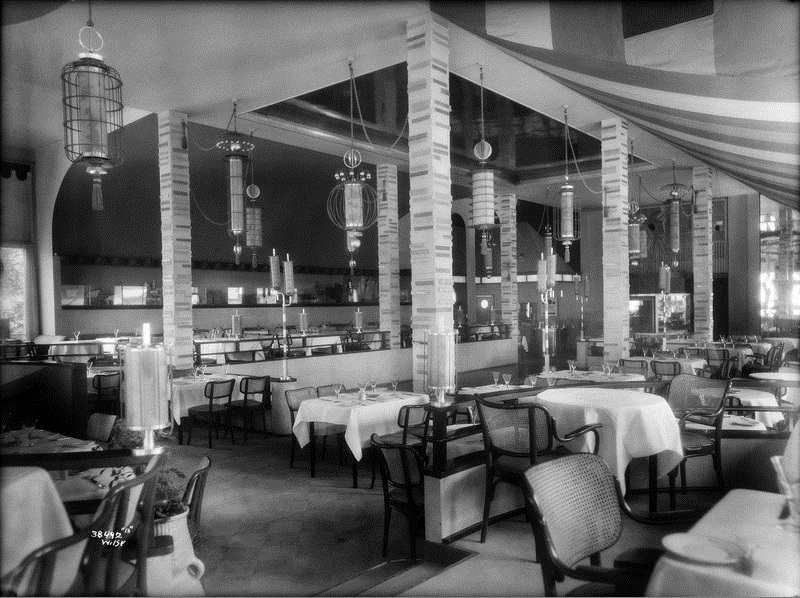
Der Gastraum des Restaurants um 1930.

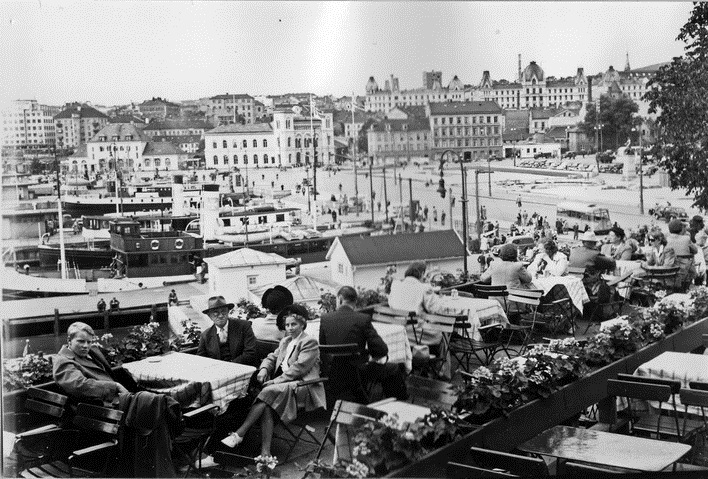
Die Aussicht vom Restaurant über die Pipervika.

Das Skansen Restaurant war ein markantes Restaurantgebäude, exponiert gelegen oberhalb der Pipervika auf dem Gelände der Festung Akershus in Oslo.   
Das Gebäude wurde im Jahr 1926 nach Entwürfen des norwegischen Architekten Lars Thalian Backer errichtet und konnte 1927 fertiggestellt werden. Es war das erste Gebäude Norwegens im Stile des Funktionalismus und sollte in der Form an eine Luftschiffsgondel erinnern. Auf seiner Südseite befand sich eine beliebte Restaurantterrasse mit dem Blick über die Bucht Pipervika. Architektonisch herausragend und für die damalige Zeit völlig neu war der Kompakte, elliptische Baukörper mit seinem flachen Dach und dem umlaufenden Fensterband. Das Gebäude lag an der Rådhusgata 34 auf einem Felsvorsprung oberhalb des Rathausplatzes (Rådhusplassen).

## Abriss
Auf Betreiben des obersten Denkmalpflegers des Landes, des Riksantikvars Roar Hauglid, wurde das Gebäude im Jahr 1970 abgerissen. Zuvor hatte es eine langwierige und lebhafte Diskussion zwischen Befürwortern und Gegnern des Abrisses gegeben. Auf beiden Seiten standen angesehene Architekten, Städteplaner und Kunsthistoriker. Die Gegner verwiesen auf die architektonische Besonderheit dieses Gebäudes und hielten es für ein erhaltenswertes Pionierwerk des Funktionalismus in Norwegen. Befürworter des Abrisses sahen durch dieses Bauwerk die aus ihrer Sicht wichtigste, erhaltene historische Stätte Norwegens in ihrer Wirkung beeinträchtigt, schließlich stand das Skansen Restaurant auf einer mittelalterlichen Befestigungsanlagen der alten Festung Akershus.

## Namensherkunft
Der Name Skansen bedeutet Schanze, also eine Verteidigungsanlage einer Festung. In diesem Falle wurde der Name gewählt, da sich das Gebäude auf einer mittelalterlichen Befestigungsanlage der Festung Akershus befand.